# Bataille de Kunduz (2016)
Pour les articles homonymes, voir bataille de Kunduz.
Guerre d'Afghanistan
La bataille de Kunduz a lieu pendant la guerre d'Afghanistan.

## Déroulement
Les talibans attaquent la ville de Kunduz dans la nuit du 2 au 3 octobre 2016, un an après une première offensive contre cette même ville. Les talibans revendiquent l'attaque qui a lieu dans le cadre d'une offensive baptisée « Omari », en hommage au Mollah Omar, selon le communiqué d'un de leurs porte-paroles, Zabihullah Mujahid. Ils lancent l'assaut vers trois heures du matin et avancent sur quatre fronts. Ils pénètrent facilement dans la ville et en atteignent même le centre,. Ils hissent leur drapeau au-dessus du principal carrefour routier du centre-ville, puis attaquent le quartier général de la police et le siège du gouverneur provincial.
Cependant les forces afghanes contre-attaquent, notamment avec le renfort d'une centaine de forces spéciales qui renverse la situation. Dans l'après-midi, les talibans sont repoussés hors du centre et se replient dans le quartier de Khak Kani, au sud-ouest,,. Les Américains mènent également des frappes aériennes en soutien aux forces afghanes.
Le 4 octobre, les combats se poursuivent à l'extérieur de la ville, surtout au sud. Mais les talibans reçoivent des renforts dans les jours qui suivent et repartent à l'assaut. Le 7 octobre ils reprennent pied dans la ville et auraient de nouveau atteints le centre-ville,. De leur côté, les civils fuient les combats, selon l'ONU 10 000 d'entre-eux quittent la ville entre le 3 et le 7 octobre.
Les talibans sont finalement repoussés hors de Kunduz le 12 octobre,.

## Les pertes
Le 4 octobre, le général Mohamed Kassim Jangal Bagh, chef de la police de Kunduz, déclare qu'une centaine de talibans ont été tués lors des combats.
Le 6 octobre, selon des sources hospitalières de RFI, le bilan est d'au moins 40 morts et 250 blessés dans les rangs de l'armée et de la police, ainsi qu'au moins 40 civils tués. L'armée affirme également à cette date que 90 talibans ont été tués. 
Au moins sept soldats afghans ont également été faits prisonniers le 3 octobre.

## Suites
Le 3 novembre, au moins 30 civils, dont des femmes et des enfants, sont tués par des frappes aériennes américaines en périphérie de Kunduz, lors de la reprise d'affrontements entre l'armée afghane et les talibans.